# 칸투 (롬바르디아주)
칸투(Cantù, it; 롬바르디아어: Cantuu lmo)는 코모도 (이탈리아)에 위치한 도시이자 코무네로, 롬바르디아주의 브리안차 지역 중심에 있다. 브리안차에서 두 번째로 큰 도시이다.

## 역사
이름은 기원전 6세기 인수브레스족의 칸투리기족에서 유래했을 수 있다. 다음 세기에 골족이 이곳에 마을을 세웠고, 기원전 196년에 고대 로마에 정복되었다.
중세 시대에 칸투는 밀라노와 코모 도시 간의 분쟁의 원인이었다. 밀라노의 스포르차 가문은 15세기에 영구적으로 통제권을 장악했다.

## 주요 명소

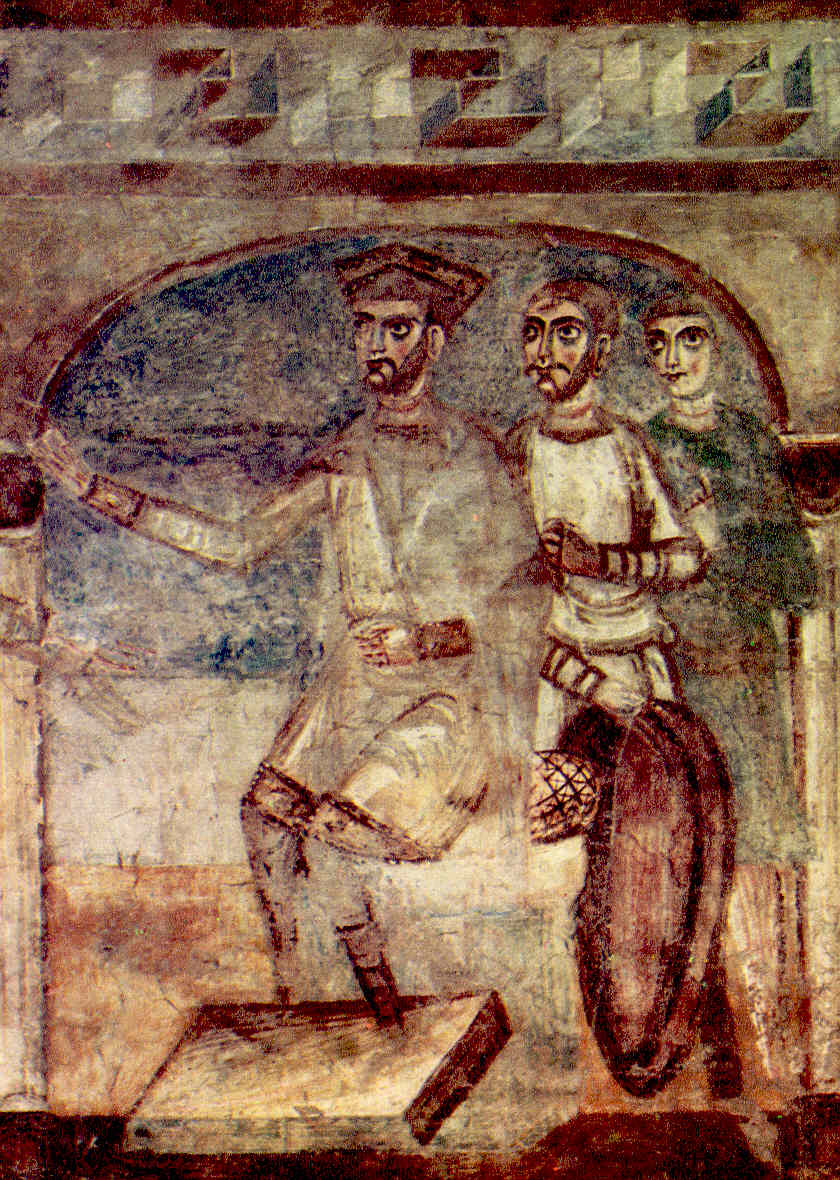
갈리아노 대성당 본당에 있는 성 크리스토포로의 생애 상세 묘사(c.1000).

칸투의 주요 명소는 갈리아노 프라치오네에 있는 산 빈첸초 대성당으로, 1007년 미래의 밀라노 대주교, 아리베르토 다 인티미아노에 의해 봉헌되었다. 이 건물은 1801년에 개인 주택으로 팔렸다가 1909년에 시에서 매입하여 1934년에 재봉헌되었다. 이 대성당에는 롬바르디아주에서 가장 오래된 프레스코가 있는데, 성경과 성인들의 이야기 시리즈로 구성되어 있다. 앱스의 프레스코는 특히 훌륭하며, 본당의 프레스코는 아마도 이 거장 화가의 추종자들이 그린 것으로 보인다. 다른 명소로는 주세페 가리발디의 이름을 딴 가리발디 광장과 종탑이 도시의 상징 중 하나인 산 파올로 교회가 있다.

## 스포츠
이 도시의 농구 클럽인 팔라카네스트로 칸투는 1982년과 1983년에 유럽 챔피언스 컵을 두 번 우승했다.

## 자매 도시
- 빌프랑슈쉬르손, 프랑스
- 덤프리스, 스코틀랜드
- 제임스타운, 뉴욕주, 미국

## 교통
칸투는 칸투역과 칸투-체르메나테역으로 연결된다.